# Tim Cuddihy
Tim Cuddihy, avstralski lokostrelec, * 21. maj 1987, Toowoomba.
Sodeloval je na lokostrelskem delu poletnih olimpijskih igrah 2004.